# Don't Close Your Eyes (canção de Kix)
"Don't Close Your Eyes" é um single da banda de hard rock Kix. A canção foi lançada como single em 1989 e se tornou o maior sucesso da banda até hoje. O single entrou na Billboard Hot 100 em 14 de outubro de 1989 e alcançou a posição #11.

## Faixas
CD Promo (PR 2674-2)
| N.º | Título                  | Duração |  |
| 1.  | "Don't Close Your Eyes" | 4:15    |  |

## Desempenho nas paradas musicais
| Parada musical (1989)                       | Melhor posição |
| ------------------------------------------- | -------------- |
| Estados Unidos (Billboard Hot 100)          | 11             |
| Estados Unidos (Hot Mainstream Rock Tracks) | 16             |

## Certificações
| Estados Unidos (RIAA)                     | Ouro | 5 de fevereiro de 1990 | 500.000* |
| *número de vendas baseado na certificação |      |                        |          |